# Milán – San Remo 2022
113. ročník jednodenního cyklistického závodu Milán – San Remo se konal 19. března 2022 v Itálii. Vítězem se stal Slovinec Matej Mohorič z týmu Team Bahrain Victorious. Na druhém a třetím místě se umístili Francouz Anthony Turgis (Team TotalEnergies) a Nizozemec Mathieu van der Poel (Alpecin–Fenix). Závod byl součástí UCI World Tour 2022 na úrovni 1.UWT a byl šestým závodem tohoto seriálu.

## Týmy
Závodu se zúčastnilo všech 18 UCI WorldTeamů a 5 UCI ProTeamů. Alpecin–Fenix a Arkéa–Samsic dostaly automatické pozvánky jako nejlepší UCI ProTeamy sezóny 2021, třetí nejlepší UCI ProTeam sezóny 2021, Team TotalEnergies, pak dostal také automatickou pozvánku. Další 4 UCI ProTeamy (Bardiani–CSF–Faizanè, Drone Hopper–Androni Giocattoli, Eolo–Kometa a Gazprom–RusVelo) byly vybrány organizátory závodu, RCS Sport. 1. března 2022 však UCI oznámila odebrání licencí ruským a běloruským týmům po ruské invazi na Ukrajinu a tým Gazprom–RusVelo se tak závodu nezúčastnil. Každý tým přijel se sedmi závodníky kromě týmů Bora–Hansgrohe a Lotto–Soudal s šesti jezdci, na start se tak postavilo 166 jezdců. Do cíle v San Remu dojelo 159 z nich.
UCI WorldTeamy
- AG2R Citroën Team
- Astana Qazaqstan Team
- Bora–Hansgrohe
- Cofidis
- EF Education–EasyPost
- Groupama–FDJ
- Ineos Grenadiers
- Intermarché–Wanty–Gobert Matériaux
- Israel–Premier Tech
- Lotto–Soudal
- Movistar Team
- Quick-Step–Alpha Vinyl
- Team Bahrain Victorious
- Team BikeExchange–Jayco
- Team DSM
- Team Jumbo–Visma
- Trek–Segafredo
- UAE Team Emirates

UCI ProTeamy
- Alpecin–Fenix
- Arkéa–Samsic
- Bardiani–CSF–Faizanè
- Drone Hopper–Androni Giocattoli
- Eolo–Kometa
- Team TotalEnergies

## Výsledky
| Pořadí | Jezdec                     | Tým                     | Čas        |
| ------ | -------------------------- | ----------------------- | ---------- |
| 1      | Matej Mohorič (SLO)        | Team Bahrain Victorious | 6h 27' 49" |
| 2      | Anthony Turgis (FRA)       | Team TotalEnergies      | + 2"       |
| 3      | Mathieu van der Poel (NED) | Alpecin–Fenix           | + 2"       |
| 4      | Michael Matthews (AUS)     | Team BikeExchange–Jayco | + 2"       |
| 5      | Tadej Pogačar (SLO)        | UAE Team Emirates       | + 2"       |
| 6      | Mads Pedersen (DEN)        | Trek–Segafredo          | + 2"       |
| 7      | Søren Kragh Andersen (DEN) | Team DSM                | + 2"       |
| 8      | Wout van Aert (BEL)        | Team Jumbo–Visma        | + 2"       |
| 9      | Jan Tratnik (SLO)          | Team Bahrain Victorious | + 5"       |
| 10     | Arnaud Démare (FRA)        | Groupama–FDJ            | + 11"      |